# شریل هاینز
شریل روث هاینز (به انگلیسی: Cheryl Ruth Hines) (زاده ۲۱ سپتامبر ۱۹۶۵) یک هنرپیشه اهل ایالات متحده است. او بیشتر برای ایفای نقش همسر لری دیوید در مجموعه تلویزیونی زیاد ذوق‌زده نشو شبکهٔ اچ‌بی‌او شناخته شده‌ است که به موجب آن نامزد دریافت دو جایزه امی گردید. هاینز در سال ۲۰۰۹، نخستین کارگردانی خود را با فیلم مهتاب جدی انجام داد.

## فیلم‌شناسی
فهرست برخی فیلم‌هایی که شریل هاینز در آنها به ایفای نقش پرداخته‌است:
فیلم 
- و سپس پالی آمد (۲۰۰۴)
- کیک (۲۰۰۵)
- هربی پرواز می‌کند (۲۰۰۵)
- کاملاً مال خودمان (۲۰۰۵)
- آر‌ وی (۲۰۰۶)
- ایده‌های جالب بیکفورد شمکلر (۲۰۰۶)
- پیشخدمت (۲۰۰۷)
- هنری پول اینجاست (۲۰۰۸)
- بزرگ (۲۰۰۸)
- بارت یک اتاق دارد (۲۰۰۸)
- درد زایمان (۲۰۰۹)
- حقیقت زشت (۲۰۰۹)
- نیکوکار (۲۰۱۵)
- نه جان (۲۰۱۶)
- ویلسون (۲۰۱۷)
- کریسمس مادرهای بد (۲۰۱۷)
- ویلسون (۲۰۱۷)

 تلویزیون 
- فرندز (۲۰۰۰)
- زیاد ذوق‌زده نشو (۲۰۰۰–اکنون)
- هانا مونتانا (۲۰۰۹)

## جوایز
- نامزد جایزه امی ساعات پربیننده برای بهترین بازیگر مکمل زن در مجموعه تلویزیونی کمدی برای سریال زیاد ذوق‌زده نشو سال ۲۰۰۳
- نامزد جایزه انجمن بازیگران فیلم بهترین اجرای گروهی بازیگران در مجموعه تلویزیونی کمدی برای سریال زیاد ذوق‌زده نشو سال ۲۰۰۶
- نامزد جایزه امی ساعات پربیننده برای بهترین بازیگر مکمل زن در مجموعه تلویزیونی کمدی برای سریال زیاد ذوق‌زده نشو سال ۲۰۰۶